# Condado de Bowman
El condado de Bowman (en inglés: Bowman County, North Dakota), fundado en 1884,  es uno de los 53 condados del estado estadounidense de Dakota del Norte. En el año 2000 tenía una población de 3242 habitantes con una densidad poblacional de 1 personas por km². La sede del condado es Bowman.

## Geografía
Según la Oficina del Censo, el condado tiene un área total de 3023 km² (1167,2 mi²), de la cual 3010 km² (1162,2 mi²) es tierra y 13 km² (5 mi²) es agua.

### Condados adyacentes
- Condado de Slope (norte)
- Condado de Adams (este)
- Condado de Harding (sur)
- Condado de Fallow (oeste)

### Áreas protegidas nacionales
- J. Clark Salyer Refugio de Vida Silvestre (parte)
- Lago de los Lores Refugio de Vida Silvestre (parte)

## Demografía
En el 2000 la renta per cápita promedia del condado era de $31 906, y el ingreso promedio para una familia era de $39 485. El ingreso per cápita para el condado era de $17 662. En 2000 los hombres tenían un ingreso per cápita de $28 682 versus $17 992 para las mujeres. Alrededor del 8.20% de la población estaba bajo el umbral de pobreza nacional.
| 1910 | 1920 | 1930 | 1940 | 1950 | 1960 | 1970 | 1980 | 1990 | 2000 | Est. 2009 |
| ---- | ---- | ---- | ---- | ---- | ---- | ---- | ---- | ---- | ---- | --------- |
| 4668 | 4768 | 5119 | 3860 | 4001 | 4154 | 3901 | 4229 | 8011 | 3242 | 3028      |

## Mayores autopistas
- U.S. Highway 83
- Carretera de Dakota del Norte 5
- Carretera de Dakota del Norte 14
- Carretera de Dakota del Norte 43
- Carretera de Dakota del Norte 60
- Carretera de Dakota del Norte 256

## Lugares

### Ciudades
- Bowman
- Gascoyne
- Rhame
- Scranton

Nota: todas las comunidades incorporadas en Dakota del Norte se les llama "ciudades" independientemente de su tamaño

### Municipios
| - Municipio de Adelaide - Municipio de Amor - Municipio de Bowman - Municipio de Boyesen - Municipio de Buena Vista - Municipio de Fischbein - Municipio de Gascoyne - Municipio de Gem | - Municipio de Goldfield - Municipio de Grainbelt - Municipio de Grand River - Municipio de Haley - Municipio de Ladd - Municipio de Langberg - Municipio de Marion - Municipio de Minnehaha | - Municipio de Nebo - Municipio de Rhame - Municipio de Scranton - Municipio de Star - Municipio de Stillwater - Municipio de Sunny Slope - Municipio de Talbot - Municipio de Whiting |

### Territorios no organizados
- Hart
- West Bowman